# Чжан Сюэчжун
Чжан Сюэчжун (кит. 张学忠; род. февраль 1943, Ланьчжоу, Ганьсу) — китайский политический и государственный деятель, секретарь (глава) партийного комитета КПК провинции Сычуань с 2002 по 2006 гг.
Председатель Постоянного комитета Собрания народных представителей Сычуани (2002—2006), Министр кадров КНР (2000—2002).
Член Центрального комитета Компартии Китая 16-го созыва.

## Биография
Родился в феврале 1943 года в городе Ланьчжоу, провинция Ганьсу. В декабре 1960 года вступил в Коммунистическую партию Китая.
Трудовую деятельность начал в июле 1961 года. В 1966 году окончил Северо-Западный педагогический институт по специальности «китайская филология».
В 1964—1977 гг. — секретарь ревкома производственного отдела администрации провинции Ганьсу.
В 1977—1978 и 1979—1980 гг. — секретарь секретариата Канцелярии Народной противовоздушной обороны провинции.
В 1978—1979 гг. — секретарь партотделения коммуны Фафанг в уезде Увэй.
В 1980—1983 гг. — секретарь парткома КПК уезда Юйчжун.
В 1983—1985 гг. — заместитель секретаря горкома КПК Ланчжоу.
В 1985—1989 гг. — секретарь парткома КПК округа Луннань.
В 1989—1990 гг. — вице-губернатор провинции Ганьсу.
В 1990—1994 гг. — заместитель секретаря парткома КПК Тибетского автономного района.
В 1994 году переведён в Пекин и назначен заместителем министра кадров КНР, с июня по декабрь 1999 года — член Рабочего комитета по делам крупных предприятий при ЦК КПК по совместительству. С ноября 2000 года — секретарь партбюро КПК Министерства.
28 декабря 2000 года на 19-й сессии Всекитайского собрания народных представителей 9-го созыва утверждён в должности министра кадров КНР.
В декабре 2002 года решением ЦК Компартии Китая назначен на высшую региональную позицию секретарём (главой) парткома КПК провинции Сычуань. С 2003 года одновременно председатель Постоянного комитета Собрания народных представителей Сычуани.
В декабре 2006 года вышел в отставку с региональной политики, назначен заместителем председателя Комитета по надзору и юстиции ВСНП 10-го созыва. В 2008 году переутверждён в должности зампреда Комитета и вошёл в состав Постоянного комитета ВСНП 11-го созыва.
Чжан Сюэчжун считался соратником прежнего Генсека КПК Ху Цзиньтао, с которым познакомился когда Ху работал личным секретарём Сун Пина, бывшего партийного секретаря провинции Ганьсу. Знакомство Чжана с Ху Цзиньтао сыграло не последнюю роль во время протестов фермеров сычуаньского Ханьюаня против отказа центрального правительства в расширении гражданских прав фермерскому сообществу. Гостиница, в которой останавливался Чжан, была окружена демонстрантами, в результате инцидента пострадало около десяти человек.